# 临夏路街道
临夏路街道，是中华人民共和国甘肃省兰州市城关区下辖的一个乡镇级行政单位。

## 行政区划
临夏路街道下辖以下地区：
木塔巷社区、付家巷社区、静安门社区、桥门社区、西城巷社区、雷坛河社区和绣河沿社区。